# Diego Ribera
Diego Ribera Ramírez, deportivamente conocido como Diego Ribera (Ribarroja del Turia, Valencia, 19 de febrero de 1977), es un exfutbolista y entrenador  español. Jugaba de delantero, principalmente jugador de área, rematador aunque realizó funciones de canalizador en zona alta. Capaz de realizar hasta más de 100 goles en categoría cadete en el Valencia CF. Actualmente es entrenador adjunto del Cádiz C. F. de la Primera División de España.

## Trayectoria
Debutó en Primera División con el Valencia CF en la temporada 1993-94 con tan sólo 16 años, convirtiéndose de esta forma en el debutante más joven del club. 
Consiguió el ascenso a Primera División con el Sevilla FC (2000-01 y a Segunda División con la SD Ponferradina (2005-06). Además ha disputado otras 4 promociones de ascenso a 2.ª División con el Valencia B, UE Figueres, RCD Espanyol B y Alicante CF.
En enero de 2008 ficha por el Mazarrón CF, tras pasar por un amplio número de clubes. En enero de 2009 ficha por el equipo de su pueblo, el Riba-roja C.F., de Tercera división, tras estar sin equipo desde que dejó en junio el Mazarrón. Aquí en el Ribarroja juega 3 temporadas y media, hasta que al término de la campaña pasada, 2011-2012, anuncia su retirada y cuelga las botas después de una larga carrera dedicada al fútbol. Siguió vinculado con el Ribarroja C.F. actuando de director deportivo de la Escuela de Fútbol Base.
Posteriormente, y tras pasar por el RCD Espanyol B como segundo entrenador, pasa a formar parte del personal técnico del RCD Espanyol actuando como segundo entrenador ayudando al primer entrenador Sergio González
Actualmente es el segundo entrenador del primer equipo del Real Valladolid junto a Sergio González .

## Selección nacional
Ha sido internacional con España en categorías inferiores, proclamándose Campeón de Europa Sub-18 en el año 1995 y 3.er clasificado en el Campeonato de Europa de 1994. Posteriormente, disputó el Campeonato del Mundo Sub-20, quedando en 5.ª posición.

## Clubes

### Como jugador
| Club                 | País   | Año       |
| -------------------- | ------ | --------- |
| Hércules CF          | España | 1994-1995 |
| Valencia CF B        | España | 1995-1996 |
| UE Figueres          | España | 1996-1997 |
| RCD Espanyol B       | España | 1997-1998 |
| Recreativo de Huelva | España | 1998-1999 |
| Córdoba CF           | España | 1999-2000 |
| Sevilla FC           | España | 2000-2001 |
| Real Jaén CF         | España | 2001-2002 |
| Girona FC            | España | 2002-2004 |
| Nástic de Tarragona  | España | 2004-2005 |
| Alicante CF          | España | 2004-2005 |
| SD Ponferradina      | España | 2005-2007 |
| Orihuela CF          | España | 2007-2008 |
| Mazarrón CF          | España | 2008      |
| Ribarroja CF         | España | 2009-2012 |

### Como entrenador
| Club                                 | País   | Año       |
| ------------------------------------ | ------ | --------- |
| RCD Espanyol (segundo entrenador)    | España | 2014-2016 |
| Real Valladolid (segundo entrenador) | España | 2018-2021 |
| Cádiz CF (segundo entrenador)        | España | 2022-     |